# Championnat européen des 3 ans
Le Championnat européen des 3 ans est une course hippique de trot attelé, créée en 1984, se déroulant annuellement au second semestre sur un hippodrome européen désigné par l'UET.
C'est une course de Groupe I réservée aux chevaux de 3 ans, hongres exclus, désignés par les fédérations nationales membres de l'UET.
Elle se court, selon l'hippodrome choisi, sur une distance proche de 2 100 mètres. L'édition 2022 était dotée d'environ 100 000 € et s'est déroulée le 14 octobre 2022 sur l'hippodrome de Vincennes, en France.
L'épreuve est retirée du programme en 2023, l'UET refondant son programme en vue de la création des UET Trotting Masters.

## Palmarès
| Année | Hippodrome           | Vainqueur         | Pays      | Père             | Driver              | Distance | Temps  |
| ----- | -------------------- | ----------------- | --------- | ---------------- | ------------------- | -------- | ------ |
| 2022  | Vincennes            | Deus Zack         | Italie    | Victor Gio       | Éric Raffin         | 2 100 m  | 1'11"3 |
| 2021  | Åby                  | Invensong         | France    | Ready Cash       | David Thomain       | 2 140 m  | 1'12"7 |
| 2020  | Vincennes            | Helgafell         | France    | Charly du Noyer  | Éric Raffin         | 2 100 m  | 1'13"9 |
| 2019  | Vermo                | Ecurie D          | Norvège   | Infinitif        | Björn Goop          | 2 120 m  | 1'13"5 |
| 2018  | Vincennes            | Face Time Bourbon | France    | Ready Cash       | Björn Goop          | 2 100 m  | 1'12"3 |
| 2017  | Solvalla             | Vamp Kronos       | Suède     | Ready Cash       | Björn Goop          | 2 140 m  | 1'12"2 |
| 2016  | Vincennes            | Django Riff       | France    | Ready Cash       | Yoann Lebourgeois   | 2 100 m  | 1'14"1 |
| 2015  | Laval                | Coquin Bébé       | France    | Rancho Gédé      | Jean-Michel Bazire  | 2 050 m  | 1'13"1 |
| 2014  | Jägersro             | Jontte Boy        | Finlande  | Love You         | Jorma Kontio        | 2 140 m  | 1'13"7 |
| 2013  | Bjerke               | Tano Bork         | Danemark  | Great Challenger | Christian Lindhardt | 2 100 m  | 1'14"2 |
| 2012  | Jägersro             | Noble Knight      | Suède     | Scarlet Knight   | Johan Untersteiner  | 2 140 m  | 1'14"  |
| 2011  | Trevise              | Obama Gar         | Italie    | S J's Photo      | Enrico Bellei       | 2 060 m  | 1'15"2 |
| 2010  | Solvalla             | Muscles Wiking BR | Norvège   | Muscles Yankee   | Björn Goop          | 2 140 m  | 1'14"2 |
| 2009  | Vincennes            | Zola Boko         | Suède     | Goetmals Wood    | Hugo Langeweg Jr    | 2 100 m  | 1'11"6 |
| 2008  | Jägersro             | Reven d'Amour     | Suède     | Revenue          | Fredrik Larsson     | 2 140 m  | 1'13"2 |
| 2007  | Albenga              | Ismos Fp          | Italie    | Uronometro       | Enrico Bellei       | 2 060 m  | 1'15"6 |
| 2006  | Laval                | Pearl Queen       | France    | Carpe Diem       | Thierry Duvaldestin | 2 050 m  | 1'14"1 |
| 2005  | Jägersro             | Olimède           | France    | Ganymède         | Lutfi Kolgjini      | 2 140 m  | 1'15"4 |
| 2004  | Milan                | Turbo Sund        | Suède     | Viking Kronos    | Leif Witasp         | 2 100 m  | 1'14"7 |
| 2003  | Vincennes            | Mahana            | France    | Défi d'Aunou     | Jean-Pierre Dubois  | 2 100 m  | 1'13"9 |
| 2002  | Caen                 | Let's Go          | France    | Aristote         | Gerhard Biendl      | 2 100 m  | 1'12"8 |
| 2001  | Caen                 | Zerberus          | Danemark  | Ténor de Baune   | Börje Johansson     | 2 100 m  | 1'14"4 |
| 2000  | Jägersro             | Seth Bowl         | Suède     | Born Quick       | Torbjörn Jansson    | 2 140 m  | 1'15"  |
| 1999  | Tampere              | BWT Magic         | Finlande  | Lançon           | Ahti Antti-Roiko    | 2 100 m  | 1'15"6 |
| 1998  | Tor di Valle         | C.Töj Frökjaer    | Danemark  | Lindy's Crown    | Birger Jörgensen    | 2 100 m  | 1'16"9 |
| 1997  | San Siro             | Uronometro        | Italie    | Lemon Dra        | Enrico Bellei       | 2 100 m  | 1'15"7 |
| 1996  | Bjerke               | Remington Crown   | Suède     | Lord of All      | Robert Bergh        | 2 100 m  | 1'18"  |
| 1995  | Enghien              | Ride the Night    | Finlande  | Express Ride     | Toumas Korvenoja    | 2 150 m  | 1'15"5 |
| 1994  | épreuve non disputée |                   |           |                  |                     |          |        |
| 1993  | Munich               | Tamin Sandy       | Norvège   | Speedy Tomali    | Björn Garberg       | 2 100 m  | 1'16"9 |
| 1992  | Bjerke               | Rudolf Le Ann     | Danemark  | Why Not          | Steen Juul          | 2 100 m  | 1'16"5 |
| 1991  | Enghien              | Autour d'Aunou    | France    | Speedy Somolli   | Jean-Étienne Dubois | 2 150 m  | 1'17"3 |
| 1990  | Solvalla             | Union Shark       | Suède     | Wholly Arnie     | Stig H. Johansson   | 2 140 m  | 1'16"  |
| 1989  | Gelsenkirchen        | Not So Bad        | Suède     | Active Bowler    | Olle Goop           | 2 140 m  | 1'17"2 |
| 1988  | Tampere              | On Guard          | Suède     | Zoot Suit        | Jari Vuorio         | 2 000 m  | 1'17"3 |
| 1987  | San Siro             | Lillis Frisäng    | Suède     | Able Mission     | Roger Grundin       |          | 1'14"4 |
| 1986  | La Haye              | Every Way         | Allemagne | Super Way        | Wilhelm Paal        | 2 100 m  | 1'16"6 |
| 1985  | Munich               | Ebsero Mo         | Italie    | Beret            | Preben Kjaersgaard  |          | 1'16"9 |
| 1984  | Vincennes            | Pontcaral         | France    | Chambon P        | Roger Baudron       | 2 150 m  | 1'18"5 |